# Vallinfante
Vallinfante è una frazione del comune di Castelsantangelo sul Nera, nella provincia di Macerata, nella regione Marche.

## Etimologia del nome
Tradizionalmente il nome di Vallinfante si fa discendere dall'appellativo "Valle delle fate", ma ovviamente non esistono prove fondate sull'etimologia del nome.

## Geografia fisica
La frazione si trova in una conca naturale nel cuore del parco nazionale dei Monti Sibillini ai piedi del Monte Prata, delle Porche e del Passo Cattivo, che digrada dolcemente verso valle.
Il paese è collegato alle frazioni di Macchie e Gualdo per mezzo di due strade, e al paese di Castelsantangelo sul Nera per mezzo di una terza.
Vallinfante si divide in 5 zone distinte, dai pittoreschi nomi di: Le Paure, Le Cerreta, Pistafave, Piè la Rocca e Belvedere (in particolare questo settore prende il nome dall'unica strada percorribile dalle macchine, chiamata appunto Via Belvedere).
Ma ciò per cui il paese è noto è il fatto di ospitare le sorgenti del fiume Nera e di una salubre acqua, chiamata dagli abitanti "Acqua de li cillitti" (acqua degli uccelletti), che da qualche anno viene imbottigliata e venduta.

## Arte
Nella frazione si hanno esclusivamente esempi di arte sacra. Sono presenti 3 chiese, dedicate a San Pietro, Santa Maria e alla Madonna della Maina, quest'ultima sconsacrata ma recentemente restaurata.
La chiesa di San Pietro, ad una sola navata, risale al XVII secolo e contiene al suo interno pochi e piccoli affreschi, mentre conta diversi altari laterali lignei con colonne tortili e pregevoli dipinti. La chiesa sorge sulla piazzetta che introduce alla zona denominata "Le Paure".
La chiesa di Santa Maria invece è posta a monte del paesino. Sembra risalire anch'essa al XVII secolo. Al suo interno è custodito un arazzo inneggiante al Santo Protettore della frazione, San Rocco, che ogni anno, in occasione della tradizionale processione in suo onore che si tiene la sera del 15 agosto, cioè il giorno precedente a quello della festa patronale vera e propria,  viene portato per le vie del paese assieme alla statua lignea del Santo, custodita anch'essa nella medesima chiesa. Al suo interno vi sono pregevoli affreschi attribuiti alla scuola di Paolo da Visso e un altare ligneo barocco del '600.
In paese è presente anche una piccola chiesa chiamata chiesa della Maina.

## Popolazione e usanze
La frazione conta pochi abitanti residenti, ma durante il mese di agosto si ha una notevole affluenza di turisti, richiamati dalle numerose bellezze naturali del luogo.
Inoltre ogni anno, il 15 e il 16 di agosto, viene organizzata una festa popolare in onore di San Rocco ad opera di un apposito comitato.

## Economia
Non ci sono esercizi commerciali nel paese, e i pochi abitanti vivono di agricoltura e pastorizia.